# Allochrusa gypsophiloides
Allochrusa gypsophiloides är en nejlikväxtart som först beskrevs av Eduard August von Regel, och fick sitt nu gällande namn av Boris Konstantinovich Schischkin. Allochrusa gypsophiloides ingår i släktet Allochrusa och familjen nejlikväxter. Inga underarter finns listade i Catalogue of Life.